# Челимо, Николас
Николас Кипкорир Челимо (англ. Nicholas Kipkorir Chelimo; род. 8 августа 1983) — кенийский бегун на длинные дистанции. Специализируется на марафонской дистанции. 
Профессиональную карьеру начал в 2006 году. Занял 4-е место на Эдинбургском марафоне. В 2007 году финишировал 2-м на Белградском марафоне. Финишировал 5-м на Амстердамском марафоне 2009 года. В этом же году занял 2-е место на Гонолулском марафоне, а в 2010 и 2011 годах становился его победителем. Серебряный призёр Эйндховенского марафона 2010 года с результатом 2:07.38. Победитель Наганского марафона 2010 года. Занял 6-е место на Венском марафоне 2011 года.
13 октября 2013 года стал победителем Кёльнского марафона — 2:09.45.